# G77 (politica)
Il Gruppo dei 77 o G77  è un'organizzazione intergovernativa delle Nazioni Unite, formata da 134 paesi del mondo, principalmente in via di sviluppo.

## Storia

Gruppo di 77 paesi al 2008 in verde

Il gruppo dei 77 nacque il 15 giugno 1964, dai 77 paesi in via di sviluppo firmatari della "Dichiarazione unitaria dei 77 stati", sottoscritta alla prima sessione della Conferenza delle Nazioni Unite sullo Sviluppo e il Commercio (UNCTAD) svoltasi a Ginevra. Il primo incontro si tenne ad Algeri dal 10 al 25 ottobre 1967 e gli stati membri approvarono l'adozione della "Carta di Algeri", una struttura istituzionale permanente che si sviluppò gradualmente, con l'obiettivo di creare le Sezioni del Gruppo dei 77, tramite gli uffici di collaborazione presenti a Ginevra (UNCTAD), Nairobi (UNEP), Parigi (UNESCO), Roma (FAO), Vienna (UNIDO), Washington (Gruppo dei 24). Attualmente gli Stati membri sono 134.

## Politica
Il gruppo si è distinto per la lotta contro l'Apartheid in Sudafrica e per il disarmo globale. Supporta anche il Nuovo ordine economico internazionale (o NIEO, in inglese).

## Organizzazione

### Stati membri
L'organizzazione è stata creata per comprendere tutti quegli Stati dell'ONU che non appartengono a una delle seguenti organizzazioni internazionali principali: Consiglio d'Europa (eccetto l'Azerbaigian), la Comunità degli Stati Indipendenti (eccetto il Tagikistan), l'Organizzazione per la cooperazione e lo sviluppo economico (eccetto per i suoi membri dell'America Latina). Vengono accolti, inoltre, due Stati del Pacifico: Palau e Vanuatu.
La lista completa dei paesi membri attualmente (in passato vi avevano fatto parte in maniera anche attiva paesi come Messico, Corea del Sud e Jugoslavia):
| Membro attuale:           |
| ------------------------- |
| Afghanistan               |
| Algeria                   |
| Angola                    |
| Antigua e Barbuda         |
| Arabia Saudita            |
| Argentina                 |
| Bahamas                   |
| Bahrein                   |
| Bangladesh                |
| Barbados                  |
| Belize                    |
| Benin                     |
| Bermuda                   |
| Bhutan                    |
| Birmania                  |
| Bolivia                   |
| Botswana                  |
| Brasile                   |
| Brunei                    |
| Burkina Faso              |
| Burundi                   |
| Cambogia                  |
| Camerun                   |
| Capo Verde                |
| Ciad                      |
| Cile                      |
| Cina (*)                  |
| Colombia                  |
| Comore                    |
| Corea del Nord            |
| Costa d'Avorio            |
| Costa Rica                |
| Cuba                      |
| Dominica                  |
| Ecuador                   |
| Egitto                    |
| El Salvador               |
| Emirati Arabi Uniti       |
| Eritrea                   |
| Etiopia                   |
| Figi                      |
| Filippine                 |
| Gabon                     |
| Gambia                    |
| Ghana                     |
| Giamaica                  |
| Gibuti                    |
| Giordania                 |
| Grenada                   |
| Guatemala                 |
| Guinea                    |
| Guinea-Bissau             |
| Guinea Equatoriale        |
| Guyana                    |
| Haiti                     |
| Honduras                  |
| India                     |
| Indonesia                 |
| Iran                      |
| Iraq                      |
| Isole Marshall            |
| Isole Salomone            |
| Kenya                     |
| Kuwait                    |
| Laos                      |
| Lesotho                   |
| Libano                    |
| Liberia                   |
| Libia                     |
| Madagascar                |
| Malawi                    |
| Malaysia                  |
| Maldive                   |
| Mali                      |
| Marocco                   |
| Mauritania                |
| Mauritius                 |
| Micronesia                |
| Mongolia                  |
| Mozambico                 |
| Namibia                   |
| Nepal                     |
| Nicaragua                 |
| Niger                     |
| Nigeria                   |
| Oman                      |
| Pakistan                  |
| Palestina                 |
| Panama                    |
| Papua Nuova Guinea        |
| Paraguay                  |
| Perù                      |
| Qatar                     |
| RD del Congo              |
| Rep. Centrafricana        |
| Rep. del Congo            |
| Rep. Dominicana           |
| Ruanda                    |
| Saint Kitts e Nevis       |
| Saint Lucia               |
| Saint Vincent e Grenadine |
| Samoa                     |
| São Tomé e Príncipe       |
| Senegal                   |
| Seychelles                |
| Sierra Leone              |
| Singapore                 |
| Siria                     |
| Somalia                   |
| Sri Lanka                 |
| Sudafrica                 |
| Sudan                     |
| Sudan del Sud             |
| Suriname                  |
| eSwatini                  |
| Tanzania                  |
| Thailandia                |
| Timor Est                 |
| Togo                      |
| Tonga                     |
| Trinidad e Tobago         |
| Tunisia                   |
| Turkmenistan              |
| Uganda                    |
| Uruguay                   |
| Vanuatu                   |
| Venezuela                 |
| Vietnam                   |
| Yemen                     |
| Zambia                    |
| Zimbabwe                  |

(*) La Cina non si considera membro dell'organizzazione, nonostante lo sia e la finanzi attivamente dal 1994 (il gruppo si fa chiamare quindi nei comunicati ufficiali G77+China).

## Gruppo dei 24
Il G-24 fu fondato nel 1971 come divisione del G77 per coordinare le politiche dei paesi in via di sviluppo in ambito commerciale e monetario. Tutti i membri del G24 fanno parte anche del G77 (eccetto il Messico).